# André Peloffy
Temple de la renommée français : 2014
André Charles Peloffy (né le 24 décembre 1951 à Sète en France) est un joueur professionnel de hockey sur glace franco-canadien devenu entraîneur.

## Carrière
Il commence sa carrière en LHJMQ avec les Saints de Laval, puis avec le  National de Rosemont (actuel Voisins de Laval) en 1970. Il est repêché par les Rangers de New York dès 1971. Il intègre l'EHL la saison suivante puis arrive en Ligue américaine de hockey. Il y restera jusqu'en 1979, avec quelques aventures au plus haut niveau, avec une saison en LNH avec les Capitals de Washington et une en Association mondiale de hockey avec les Whalers de la Nouvelle-Angleterre. 
En 1979, il arrive en France, chez les Mammouths de Tours et devient champion de France en 1980.  Après 3 saisons d'aller-retour entre l'Autriche et l'AHL, il se fixe définitivement en France où il jouera encore 8 saisons et gagnera encore 5 titres de champion de France : 1983, 1985, 1986 avec Saint-Gervais, 87 avec le Mont-Blanc, 1989 avec les Français Volants.
Début février 2012, il est annoncé comme arrivant pour entraîner les Boxers de Bordeaux pour la saison 2012-2013. L'information a été confirmée par le club le 6 février 2012 et Peloffy est arrivé la même semaine à Bordeaux, en tant qu'entraineur adjoint pour le reste de la saison. Cependant, devant les difficultés rencontrées par le club avec sa patinoire (utilisée par la ville comme salle de concert, ce qui oblige certains matchs censés être joués à domicile à se jouer à d'autres endroits), il a présenté sa démission le 19 février 2012, estimant ne pas avoir les outils adéquats pour faire son travail.

## Palmarès
- champion de France : 6 titres (1980, 1983, 1985, 1986, 1987, 1989)
- Trophée John-B.-Sollenberger : 1977

## Statistiques
| Saison    | Équipe                            | Ligue        |    | Saison régulière | Saison régulière | Saison régulière | Saison régulière | Saison régulière |    | Séries éliminatoires | Séries éliminatoires | Séries éliminatoires | Séries éliminatoires | Séries éliminatoires |
| Saison    | Équipe                            | Ligue        | PJ | B                | A                | Pts              | Pun              | PJ               | B  | A                    | Pts                  | Pun                  |                      |                      |
| 1968-1969 | Saints de Laval                   | LHJMM        |    |                  |                  |                  |                  |                  |    |                      |                      |                      |                      |                      |
| 1969-1970 | Saints de Laval                   | LHJMQ        | 56 | 37               | 43               | 80               | 67               | -                | -  | -                    | -                    | -                    |                      |                      |
| 1970-1971 | National de Rosemont              | LHJMQ        | 60 | 49               | 69               | 118              | 67               | -                | -  | -                    | -                    | -                    |                      |                      |
| 1971-1972 | Blades de New Haven               | EHL          | 42 | 32               | 44               | 76               | 31               | 7                | 2  | 5                    | 7                    | 0                    |                      |                      |
| 1971-1972 | Reds de Providence                | LAH          | 2  | 1                | 2                | 3                | 0                | -                | -  | -                    | -                    | -                    |                      |                      |
| 1972-1973 | Reds de Providence                | LAH          | 62 | 16               | 23               | 39               | 24               | 3                | 2  | 1                    | 3                    | 2                    |                      |                      |
| 1973-1974 | Reds de Providence                | LAH          | 72 | 26               | 45               | 71               | 52               | 14               | 7  | 5                    | 12                   | 12                   |                      |                      |
| 1974-1975 | Robins de Richmond                | LAH          | 62 | 29               | 44               | 73               | 84               | 7                | 0  | 4                    | 4                    | 2                    |                      |                      |
| 1974-1975 | Capitals de Washington            | LNH          | 9  | 0                | 0                | 0                | 0                | -                | -  | -                    | -                    | -                    |                      |                      |
| 1975-1976 | Robins de Richmond                | LAH          | 67 | 29               | 30               | 59               | 78               | 8                | 2  | 1                    | 3                    | 8                    |                      |                      |
| 1976-1977 | Indians de Springfield            | LAH          | 79 | 42               | 57               | 99               | 106              | -                | -  | -                    | -                    | -                    |                      |                      |
| 1977-1978 | Indians de Springfield            | LAH          | 67 | 33               | 55               | 88               | 73               | 4                | 2  | 3                    | 5                    | 8                    |                      |                      |
| 1977-1978 | Whalers de la Nouvelle-Angleterre | WHA          | 10 | 2                | 0                | 2                | 2                | 2                | 0  | 0                    | 0                    | 0                    |                      |                      |
| 1978-1979 | Indians de Springfield            | LAH          | 77 | 28               | 48               | 76               | 138              | -                | -  | -                    | -                    | -                    |                      |                      |
| 1979-1980 | Mammouths de Tours                | Nationale A  | 28 | 42               | 24               | 66               |                  | -                | -  | -                    | -                    | -                    |                      |                      |
| 1980-1981 | EC Villacher Sportverein          | ÖEL          | 34 | 45               | 42               | 87               | 79               | -                | -  | -                    | -                    | -                    |                      |                      |
| 1980-1981 | Indians de Springfield            | LAH          | 7  | 2                | 0                | 2                | 6                | 6                | 2  | 5                    | 7                    | 2                    |                      |                      |
| 1981-1982 | EC Villacher Sportverein          | ÖEL          | 34 | 29               | 45               | 74               |                  | 10               | 15 | 13                   | 28                   |                      |                      |                      |
| 1982-1983 | SC Saint-Gervais                  | Nationale A  | 28 | 42               | 45               | 87               |                  | -                | -  | -                    | -                    | -                    |                      |                      |
| 1983-1984 | SC Saint-Gervais                  | Nationale A  | 28 | 36               | 39               | 75               |                  | -                | -  | -                    | -                    | -                    |                      |                      |
| 1984-1985 | SC Saint-Gervais                  | Nationale A  | 30 | 24               | 44               | 68               |                  | -                | -  | -                    | -                    | -                    |                      |                      |
| 1985-1986 | SC Saint-Gervais                  | Nationale 1  | 28 | 27               | 50               | 77               |                  | -                | -  | -                    | -                    | -                    |                      |                      |
| 1986-1987 | Aigles du Mont-Blanc              | Nationale 1A | 28 |                  |                  |                  |                  | -                | -  | -                    | -                    | -                    |                      |                      |
| 1987-1988 | Français volants de Paris         | Nationale 1A | 29 | 30               | 34               | 64               | 20               | -                | -  | -                    | -                    | -                    |                      |                      |
| 1988-1989 | Français volants de Paris         | Nationale 1A | 38 | 14               | 19               | 33               | 20               | -                | -  | -                    | -                    | -                    |                      |                      |
| 1989-1990 | Français volants de Paris         | Nationale 1A | 23 | 2                | 4                | 6                | 18               | -                | -  | -                    | -                    | -                    |                      |                      |

## Carrière internationale
Il a participé avec l'équipe de France de hockey sur glace aux compétitions suivantes :
Championnat du monde
- 1981 - 21e place (5e de division 3)
- 1982 - 20e place (4e de division 3)
- 1983 - 21e place (5e de division 3)
- 1985 - 17e place (1er de division 3)
- 1986 - 12e place (4e de division 2)
- 1987 - 12e place (4e de division 2)

Jeux olympiques d'hiver
- 1988 à Calgary ( Canada) - 11e place

## Carrière d'entraîneur
- Français volants de Paris : 1988-1991
- Briançon : 1991-1992
- Brest : 1992-1997
- Fribourg-Gottéron : 1997-1999
- EV Zoug : 2000-2001
- Brest : 2009-2011